# Smerinthus argus
Smerinthus argus är en fjärilsart som beskrevs av Ménétriés 1857. Smerinthus argus ingår i släktet Smerinthus och familjen svärmare. Inga underarter finns listade i Catalogue of Life.